# 卡頓伍德 (亞利桑那州阿帕契縣)
卡頓伍德（英語：Cottonwood）是位於美國亞利桑那州阿帕契縣的一個人口普查指定地區。根據2010年美國人口普查，該地共人口500人，而該地的面積約為0.37平方千米。

## 地理
卡頓伍德的座標為36°04′23″N 109°53′32″W / 36.07306°N 109.89222°W，而該地最高點為海拔高度1850米（即6069英尺）。